# Kätlin Hein
Kätlin Hein (* 9. Dezember 1985) ist eine estnische Fußballspielerin.
Hein spielte als Verteidigerin beim estnischen Klub JK Tallinna Kalev. Sie bestritt bisher 13 Länderspiele für die Nationalmannschaft der Frauen, in denen sie noch kein Tor erzielen konnte.